# Amt Grimnitz
Das Amt Grimnitz war ein königlich-preußisches Domänenamt mit Sitz in Neugrimnitz (Landkreis Barnim, Brandenburg). Es wurde 1749/56 durch Abspaltung aus dem älteren Amt Liebenwalde gebildet und 1839 aufgelöst.

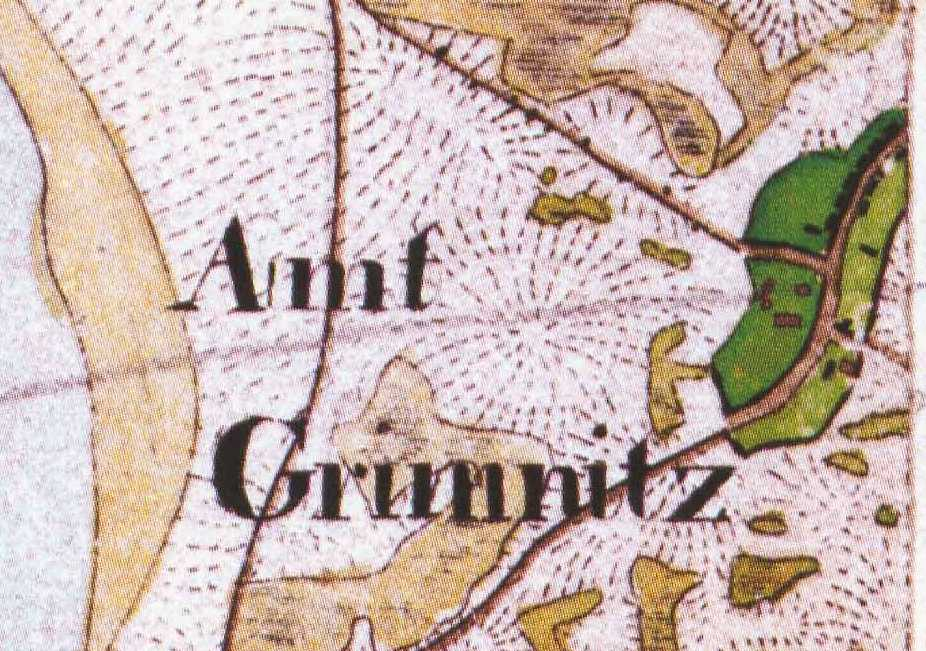
Amt Grimnitz (= Neugrimnitz), Althüttendorf, Lkr. Barnim, Brandenburg, Germany, Detail aus dem Urmesstischblatt 3038 Joachimsthal von 1826. Am linken Rand ist der Grimnitzsee gerade noch angeschnitten.

## Geographische Lage
Das Amt Grimnitz lag um den Grimnitzsee herum in den heutigen Gemeinden Althüttendorf, Altkünkendorf, Friedrichswalde, Schorfheide und Joachimsthal im Landkreis Barnim, Brandenburg. Der Amtssitz war anfangs in Althüttendorf, später in Neugrimnitz.

## Geschichte und zugehörige Orte
Zur Burg von Liebenwalde (Lkr. Oberhavel) gehörte ursprünglich ein Gerichtsbezirk oder Vogtei, der im Mittelalter außerordentlich groß war, und nicht nur einige Dörfer in der näheren Umgebung der Burg umfasste, sondern auch die große und kleine Werbellinische Heide, deren Umfang jedoch nur annähernd erschlossen werden kann. Das spätere Amtsgebiet machte nur noch einen kleinen Teil der ursprünglichen Vogtei aus. Die Vogtei war oft verpfändet. 1642 wurde die Vogtei in ein landesherrliches Amt umgewandelt. 
In einem Dokument des Jahres 1749 wird der Pächter von Vorwerk und Glashütte Grimnitz (in Althüttendorf!) Gustav Krause erstmals als „Amtmann“ bezeichnet. Mit Ablauf der Pachtperiode 1756 wurden die Vorwerke Grumsin und Mellin dem neuen Amt zugewiesen, außerdem die Grimnitzer Heide mit einigen bereits darin entstandenen Kolonien (Alt Hüttendorf, Forst bei Joachimsthal, Friedrichswalde, Werbellin). Später wurden im Amtsgebiet noch weitere Kolonien angelegt. 1839 wurde aus den Ämtern Grimnitz, Biesenthal und Chorin das neue Rentamt Neustadt-Eberswalde gebildet. 
- Altenhof (1817: Dorf) (heute ein Wohnplatz der Gemeinde Schorfheide). 1595 war hier der Heidereiter ansässig. Im 17. und 18. Jahrhundert wohnten hier auch einige Fischer. 1740 wurde ein Schulmeister für Altenhof bestimmt. Ende des 18. Jahrhunderts wurde hier auch einige Kolonisten angesiedelt.
- Althüttendorf (Kolonie). 1663 wurde hier eine Glashütte errichtet. 1749 wurde der Ort dem Amt Grimnitz zugewiesen. 1731 wurden 13 Büdner angesetzt. 1749/50 wurde eine Windmühle errichtet. Die Windmühle stand etwas nach Norden von der Bahnhofstraße abgerückt (zwischen Nr. 29a und 30)
- Am Werbellinsee, Etablissement (heute wohl der Wohnplatz Waldhof, Gem. Joachimsthal, am Westufer des Werbellinsees, nördlich und auf der anderen Seeseite von Altenhof)
- Bärendickte. Forsthaus, 1823 auf Amtsgebiet angelegt.
- Cöllnscher Teerofen (eingegangen, 4,5 km westnordwestlich Joachimsthal, zwischen Krummem Köllnsee und Langem Köllnsee, Gemarkung Joachimsthal)
- Etablissement Plantage bei Glambeck (heute in Glambeck aufgegangen)
- Forst bei Glambeck, Etablissement (heute in Glambeck, Ortsteil der Gemeinde Friedrichswalde aufgegangen, Angermünder Straße 1)
- Forst bei Grimnitz (Neu Grimnitz) (1817: Etablissement) (heute Neugrimnitz, Ortsteil der Gem. Althüttendorf)
- Forst bei Joachimsthal, Kolonie (heute Wohnplatz Forst Joachimsthal, Stadt Joachimsthal)
- Friedrichswalde (1817: Dorf). Die Kolonie wurde 1748/49 im Amtsgebiet angelegt.
- Grumsin Vorwerk (heute Wohnplatz im Ortsteil Altkünkendorf der Stadt Angermünde). Aus einer Zaunsetzerstelle am Großen Wildzaun entstand 1722/23 ein Vorwerk errichtet. 1779 wurden in Grumsin vier Kolonisten angesetzt.
- Kalkofen, heute Siedlung Seerandstraße 11 am Westufer des Werbellinsees, Stadt Joachimsthal
- Mellin (Vorwerk und Kolonie) (mit dem Wohnort Parlow der Gemeinde Friedrichswalde vereinigt, Vorwerk später abgebrochen). 1727/3 war eine Zaunsetzerstelle am Großen Wildzaun in ein Vorwerk umgewandelt. 1749 wurde Mellin dem Amt Grimnitz zu gewiesen. 1766 entstand westlich neben dem Vorwerk eine Kolonie.
- Neugrimnitz (1817: Amtssitzvorwerk) (heute ein Ortsteil von Althüttendorf). 1682 wurde hier eine neue Glashütte erbaut. 1722 entstand dazu ein Vorwerk, das später Amtssitz wurde.
- Pehlenbruch (Forsthaus) (heute Wohnplatz in der Gem. Friedrichswalde). 1804 wurde hier ein Forsthaus erbaut.
- Rückertshaus oder Rüdershaus (lag am Nordostzipfel des Werbellinsees, heute Wohnplatz Jägerberg der Stadt Joachimsthal). 1767 hatte hier der Holzaufsetzer Christoph Rückert ein Haus. 1831 entstand hier eine Feldziegelei.
- Schmelze (seit 1883 Parlow genannt). 1601 wurden böhmische Glasmacher bei der neugegründeten Grimnitzer Glashütte angesetzt. Vermutlich gleichzeitig siedelten sich Aschenbrenner beim heutigen Ort Parlow, damals Schmelze genannt an. 1750 entstand aus mehreren kleineren Einzelgüter das Landgut Schmelze. 1880 wurde der Gutsbezirk Schmelze-Mellin in Parlow umbenannt (nicht identisch mit dem heutigen Ort Schmelze!).
- Werbellin (Dorf). Das neue Dorf wurde 1748 damals noch auf dem Gebiet des Amtes Liebenwalde errichtet.

## Amtleute
- 1756–1774 Gustav Krause (wegen Pachtrückständen von 5.800 Talern 1774 entlassen)[1]
- 1775 Herr Hertel, Amtsverwalter[2]
- 1798 Ringdorff, Oberamtmann[3]
- 1804 Ringdorff, Oberamtmann[4]
- 1806 Mehrling[5]
- 1818 Mehrling, Oberamtmann[6]
- 1824 Reyne, Oberamtmann[7]
- bis 1838 Reyne, Amtsrat[8]

## Belege